# Ипикил
Ипикил (англ. Ipikil) — город в районе пляжа Сульфур, на восточном побережье острова Танна, на территории Вануату.
В XX веке в Ипикиле проживало большое количество последователей культу Джона Фрума. В апреле 2000 года в результате обильных дождей и извержения вулкана на острове озеро Исиви вышло из берегов и затопило населённый пункт. Однако из церкви, пустовавшей в тот момент, был дан сигнал тревоги, в результате чего всем удалось спастись. В 2006 году тысячи жителей острова, в том числе Ипикила, приняли христианство.